# 2000年代香港
2000年代的香港於中華人民共和國香港特別行政區政府統治下開始了第一個完整的十年。香港人在臨近回歸時原本對主權移交抱有悲觀的心態，不過隨著回歸後的「一國兩制、高度自治」得以實行而逐步改觀。
首次政改方案於2005年被立法會否決，2007行政長官及2008年立法會選舉改革遂原地踏步。隨着自1997年爆發的亞洲金融風暴延續達6年，經濟不景、失業率高企、政府施政失誤，使民怨不斷攀升，加上2003年初爆發大型奪命瘟疫沙士，原已低迷的經濟更雪上加霜，各行各業大受打擊，失業率升至高位，遂觸發回歸紀念日，出現自1989年後第3多的人數（50萬人）上街遊行，自此往後每年回歸紀念日都有大型遊行去抒發對政府官員、施政、民生和經濟狀況的不滿等。不過同年年中開始，中央政府開放內地遊客到港自由行和大力推動更緊密經貿關係政策等，香港經濟得到迅速復原。2005年行政長官董建華以「腳患」為由辭職下台，由前港英政府時期的「重臣」、原政務司司長曾蔭權在無競爭下自動當選，泛民主派長期對特區政府的不滿得以暫時紓緩。本年代結束前不久（2008年），受美國次按危機觸發的金融海嘯席捲全球，香港亦不能倖免，原本復甦了5年的香港經濟再度遭受重創，裁員、結業此起彼落，港人對前景又再感到徬徨。

## 背景
在主權移交後，香港在社會及經濟上遇到一連串的難題。其中，1997年亞洲金融風暴仍然嚴重影響2000年代的香港，1990年代後期興起的資訊科技在投機活動下發展為互聯網泡沫，終於在2000年3月泡沫爆破，及後美國紐約發生911事件引發全球金融市場恐慌，使香港的良好復甦勢頭減弱。
此時，政府施行一系列的改革措施，試圖帶來現代化的意識形態及民主，但遭遇到重重困難。儘管主權轉移到中國手上，市民仍可參與政府的運作，而特區亦維持某程度上的自治。香港的傳媒並沒有受到政府的控制，然而不少市民相信傳媒在進行自我審查。經濟方面，失業率由1997年的2.2%，上升到2000年的4.4%，再升至2003年香港爆發沙士時的8.7%。
中國大陸開放「自由行」到香港旅遊，加上香港推行多項措施，如舉辦維港巨星匯刺激香港經濟，香港經濟及金融業復甦，於2004年香港經濟增長率超過10%，經濟復甦勢頭良好，其後2年香港經濟及金融業急速發展，直至2007年8月爆發的美國次按危機令全球金融受考驗，香港經濟增長開始減慢，失業率則由2003年破紀錄的8.7%減至2006年1月的5.2%，再減至2008年7月的3.2%，但其後美國次按危機惡化，最終在雷曼兄弟破產引發金融海嘯，香港經濟跟隨惡化，在2008年第四季錄得香港經濟衰退，失業率漸漸由2008年7月的3.2%急升至年底的4.2%，再升至2009年3月的5.2%。

## 政治

### 23條立法
2003年初，政府提出就《基本法》第23條進行禁止顛覆中央政府的立法。很多人擔心議案會侵害新聞、宗教及結社自由。基於對特區行政長官董建華及其管治，以及對經濟衰退及疫病控制的不滿，估計有50萬人在2003年7月1日上街遊行，是自1989年5月21日及6月4日各有100萬人遊行，分別抗議時任中國總理李鵬宣佈北京戒嚴及解放軍血腥鎮壓天安門廣場學生運動的六四事件以來，香港最多人上街遊行的一次。議案在多名親政府議員收回支持後未獲通過。自由黨黨魁田北俊在2003年7月6日辭去行政會議成員一職，令到23條立法最終告吹之餘，亦使得特首董建華的「執政聯盟」瓦解。處理23條立法的保安局局長葉劉淑儀，由於手法傲慢及目中無人而被猛烈抨擊，最後被迫辭職。

### 行政長官
曾有呼聲要求當時受江澤民和中央政府支持的行政長官董建華辭職，而董建華則在反對23條立法示威發生20個月後的2005年3月10日才宣佈辭職。這次人事變動被傳與中央方面，中共中央總書記胡錦濤在2004年9月接替江澤民出任中共中央軍委主席後，正式執掌軍政大權有關。《基本法》本來容許董建華繼續餘下的3年任期，但外界懷疑是董建華在胡錦濤接任中國共產黨中央委員會總書記後失去前任總書記江澤民的支持，加上黨內認為董建華推動23條立法不力，於是逼使他離任特首，同時可平息公眾對他領導的不滿。經過補選，董建華的特首空缺由當時唯一合資格的候選人，出身於殖民地公務員體系的政務司司長曾蔭權接任。
然而，董建華執政七年間對香港帶來了顯著的影響，其中一項就是令香港人更加關心本地的政治改革，以及對普選的訴求，以免再有不受歡迎的領袖坐上特首之位。如今，政治改革仍然是香港人的焦點之一，但隨著香港經濟反彈，以及新任特首上台，令政府在這方面所面對的壓力大為紓緩。

## 人口統計

### 人口
在2000年，香港的人口有6,900,000，到了2006年夏天逹到了6,994,500，主要源於大量來自中國內地的新移民湧入。此外香港在2006年的出生率為7.29，雖然根據美國中情局的國家地區調查名單，香港的出生率是位列最低，但香港每日卻有150個新移民抵港，對醫療、房屋、教育及社會福利都構成壓力。到本年代結束前（2009年底），人口首次衝破700萬大關，達7,026,400人。

## 衛生

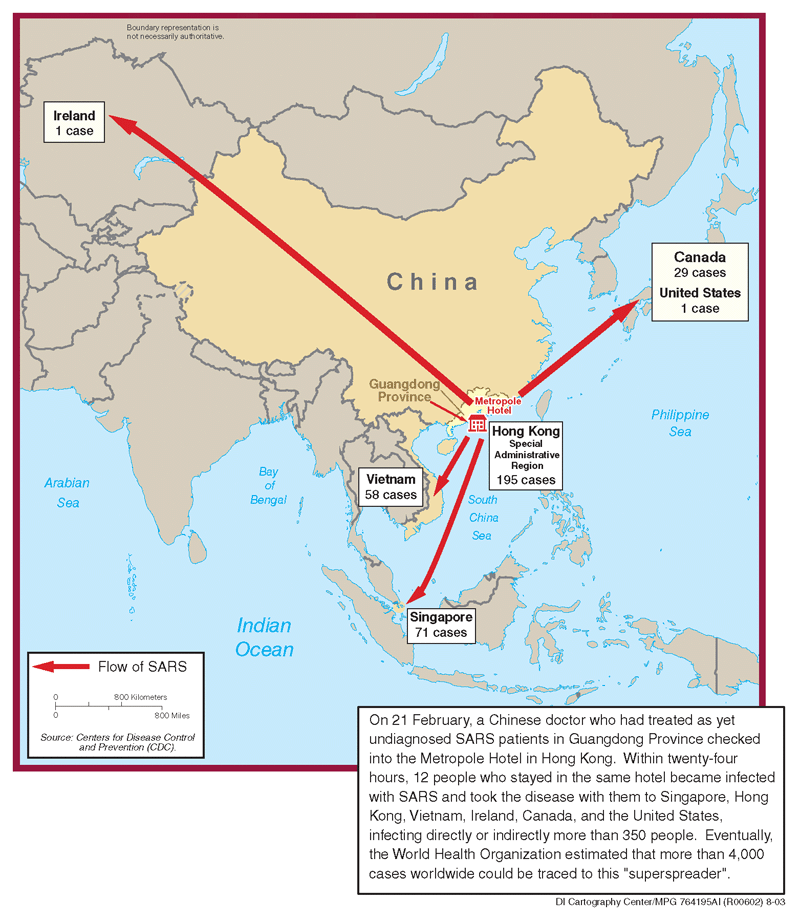
「沙士」的傳播

### 禽流感疫症
自1997年開始，衛生官員將處理禽流感危機列為首要任務。為了防止H5N1禽流感病毒在全球傳播，當局用上激烈的手段，將成千上萬的雞隻屠宰。有一段時間，市民對家禽的食用量大減。香港在1997年屠宰了超過100萬隻禽鳥，接著在2002年再宰殺了86萬隻。其後為了控制疫情，又先後宰殺了30萬隻雞，以及在新界錦田的5個農場撿獲的另外20萬隻雞。在中國亦爆發了一連串的禽流感疫症。廣泛的禽流感疫症令中港兩地的對外貿易亦受到衝擊。當局對疫症的處理手法，在電台、電視及報章中引起了爭議；中港兩地在2000年代初亦因此成為了國際的焦點。其中，香港的衛生福利及食物局透過屠宰大量家禽來控制疫情的成效受到了質疑。死去的家禽被棄置在膠袋內，引來野狗、老鼠及貓隻叼食的場面，令到政府面對公關上的災難，到2004年元旦，禽流感再度活躍，政府不得不採取殺雞護民行動。

### 嚴重急性呼吸道綜合症爆發

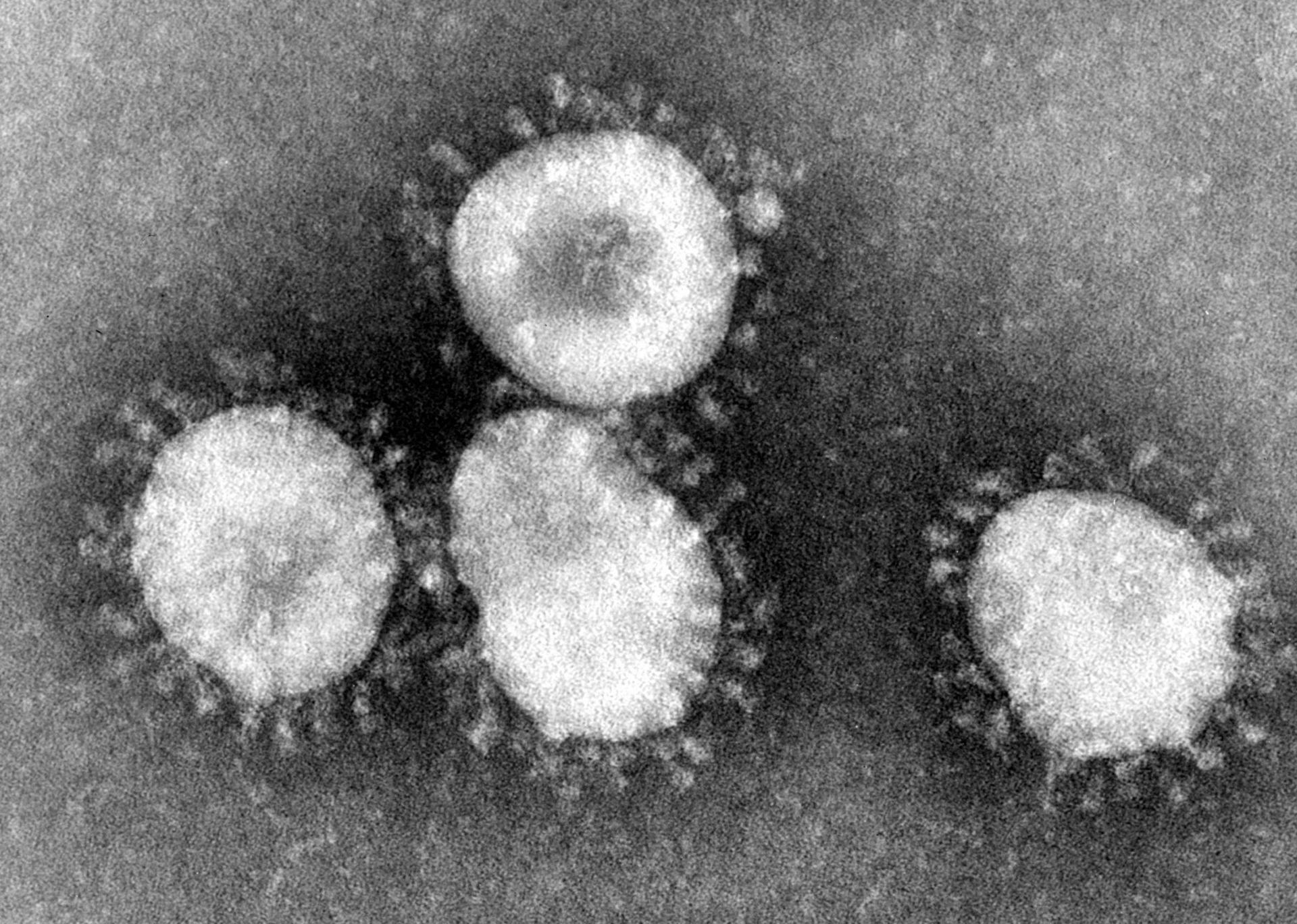
2003年SARS事件除了導致香港299人喪生外，亦將失業率推升至8.7%的歷史新高，使原本自1997年尾開始低迷衰退的經濟進一步推至谷底，各行各業均大受打擊，而有病要戴口罩的文化亦由此年開始

在經濟衰退的同時，2003年2月香港錄得第一宗嚴重急性呼吸道綜合症（俗稱「沙士」，英文：Severe Acute Respiratory Syndrome，縮寫SARS）的疑似病例，一名染病的廣州中山大學退休教授從中國大陸到香港逗留，期間將病毒帶到香港社區並迅速擴散，他其後到廣華醫院求醫，但因併發症治療無效死亡。雖然中國大陸在2003年1月已有多宗病例，但由於對外封鎖消息，香港醫護人員未能及早防範這種高度傳染性的病毒，醫院的醫生、護士及醫療助理都受到感染，其後更在社區爆發，香港在情況失控及連續出現病例的情況下被世界衛生組織列入受影響地區名單上，直到2003年6月23日才被除名。在疫症流行期間，香港籠罩在對接觸感染「沙士」的恐懼當中：小孩要留在家中，學校被迫停課，金融活動大受干擾，酒樓食肆及購物廣場空無一人，連旅遊業也陷入了停頓。這場疫症令到超過1,700人受到感染，奪去了299人的性命。

### 甲型H1N1流感
2009年，流感病毒新型變體人類豬型流感開始在墨西哥和美國爆發。2009年4月中，甲型H1N1流感病毒進逼亞洲，特區政府嚴陣以待。香港於5月1日確診首宗病例，史無前例封鎖該名墨西哥患者入住的灣仔維景酒店。同年5月，一名由墨西哥到香港的墨西哥籍男子證實確診感染，成為香港首宗確診個案。時任行政長官曾蔭權宣佈把流感應變級別由嚴重提升至最高的「緊急」程度。第一名香港確診的患者曾經入住香港灣仔維景酒店，參考對抗2003年沙士經驗，使酒店實施七日的隔離。直至香港時間（UTC+8）2009年9月20日14:30，香港累積有22,054宗人類豬型流感確診，包括15宗死亡。

## 經濟

### 金融
1997年發生的亞洲金融風暴，引發持續6年的通貨萎縮。通縮期直到2004年7月才告結束。2001年美國經濟低迷拖累外圍環境，加上九一一事件打擊香港旅遊業，當年本地生產總值增長急跌至0.1%。2002年經歷稍微復甦後，2003年3月中爆發SARS後，香港經濟開始復甦，中國內地提供香港互惠政策，如簽訂內地與港澳關於建立更緊密經貿關係的安排，7月28日首次推出港澳個人遊刺激旅遊業。美元開始轉弱，與其掛鈎的港元在國際市場顯得更具競爭力，惠及香港出口貨品表現。同年的香港施政報告，政府確立金融、物流、旅遊和工商業支援服務為「香港四大經濟支柱產業」並加以發展。香港走出沙士陰影及金融風暴後，在2003年下半年至2008年年中經歷持續五年的經濟增長。此後，經濟增長漸趨強勁，2006年12月28日，恒生指數首次衝破2萬點，當日成交達542億元。但到2008年，美國發生次級房屋借貸危機，到9月美國雷曼兄弟申請破產保護，美國國際集團瀕臨倒閉，引發金融海嘯席捲全球，香港經濟亦大受影響，股市更結束4年半的牛市，香港經濟進入衰退。到2009年，歐元區的希臘、意大利、愛爾蘭、西班牙及葡萄牙都面對債務違約，觸發歐洲主權債務危機引起金融市場震盪，令香港經濟在2000年代末蒙上陰影。

### 房地產
香港經歷1990年代末期經歷金融風暴令房地產泡沫爆破，由於經濟環境轉差導致樓價下跌，至2002年11月，時任房屋及規劃地政局局長孫明揚宣布推出九項又名「宣九招」的托市政策，包括停止賣地、結束居屋及私人參建居屋、房協資助自置居所計劃，終止出售公屋、修例放寬業主收樓權，及取消限購單位和內部認購限制，為日後樓價上升失控埋下伏筆。香港樓價至2003年初非典型肺炎跌至谷底，其後隨經濟復甦反彈，到2005年曾蔭權接任特首後，更沒有開發土地儲備，導致可建屋土地缺乏，樓價出現暴升，在2000年後期引起「地產霸權」的爭議。

## 基建

2000年代初的香港維多利亞港，圖下方可見跑馬地馬場

多條鐵路線在這十年間相繼落成，包括輕鐵天水圍第四期支線、西鐵綫、尖沙咀支線、馬鞍山鐵路、迪士尼綫欣澳站與迪士尼站、機場快綫博覽館站、落馬洲支綫、將軍澳綫康城站及九龍南綫，大大紓緩新界西北及東北居民出市區的交通壓力，亦對羅湖的傳統出入境關口起分流作用，西港島綫則於2009年8月開始動工興建。道路建設方面，全長10.3公里、貫通青衣及沙田的青沙公路於2005至2009年分段落成，給新界東市民多一個出市區的選擇，而2007年7月通車的港深西部公路則大大縮短新界西往深圳蛇口的車程。2005年12月落成的亞洲國際博覽館提供全香港最大的展覽場地，達國際運動賽事級的將軍澳運動場於2009年5月啟用，並曾主辦東亞運動會及全港運動會。

## 國際事務

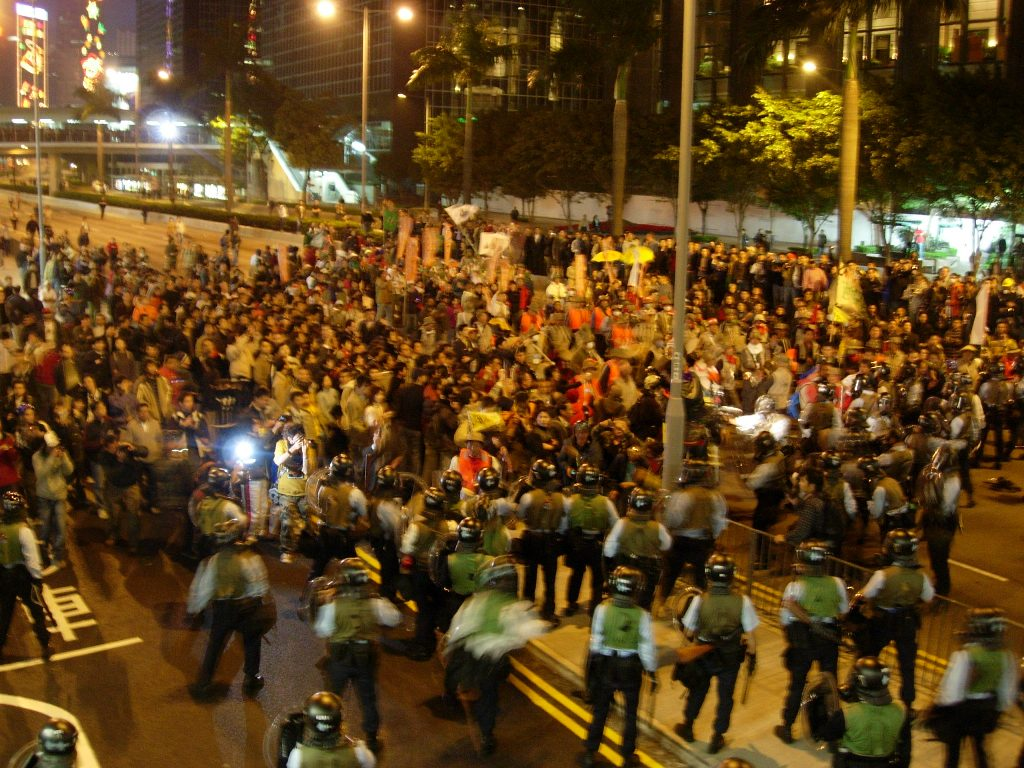
在反對世貿遊行衝突中，示威者佔領告士打道

### 世貿會議
2005年世貿會議在灣仔香港會議展覽中心舉行，有多達148個國家和地區參與，是香港歷史上最大型的國際會議。會議進行期間爆發一連串抗議活動，香港警務處需要在指定的示威區內動用催淚彈及胡椒噴霧進行人群管制，這次會議因此被不少人戲稱在「灣仔圍城」內進行。

## 教育
香港的小學至高中教育自1978年實施九年義務教育及於1987年取消初中成績評核試後，香港的三二二三學制在二十多年來都沒有明顯的變化，學童自小學一年級至中學三年級接受九年免費教育，大部分學生可於官立或津貼中學以低廉的學費升讀中四及中五，再參加香港中學會考以決定能否升讀政府津貼的中六及中七預科，再通過香港高級程度會考決定能否升讀大學及修讀的學科。香港政府於2004年宣布進行三三四高中教育改革，將中學及大學學制調整為三初中、三年高中及四年大學課程，原於中五的香港中學會考及中七的香港高級程度會考被合併，改為在中學六年級設立的香港中學文憑所取代。政府同時將免費教育由原本的小學一年級至中學三年級，延伸至高中六年級的十二年免費教育。新高中學制於2009年9月起實施。
香港的專上教育在2000年代出現翻天覆地的變化，時任行政長官董建華於2000年宣布推行副學士，籍此提高接受高等教育的青年比例，同時舒緩當時失業率偏高下的就業壓力，但政府又不願承擔大專教育的經費，所以新增的副學士課程絕大部分都是由大專院校以自負盈虧的方式提供，而當時政府也因為經濟衰退的財政壓力，教資會的資助院校也面對削資。2000年代的香港專上教育正邁向新階段，香港原本只容許公營專上院校頒授大學學位，但政府於2001年修訂《專上學院條例》，容許民辦院校在取得行政長官批准後開辦學位課程，並可在三個學科範圍取得自行評審資格後申請使用大學名稱。於1971年成立的香港樹仁學院曾經因為不配合政府政策堅持其四年制課程，所以一直未獲政府批准頒授大學學位，至2000年後政府政策轉變為鼓勵發展私立大學及作出專上教育政策的調整，該校於2007年獲批准更名為香港樹仁大學，成為香港第一所私立大學。香港的專上教育雖然在2000年代有較快發展，香港教育學院同樣期望早日升格大學，但其水平卻不達標，時任教育統籌局局長李國章及教育統籌局常任秘書長羅范椒芬被指強逼香港教育學院併入香港中文大學，因而發生香港教育學院風波。對於香港教育學院升格為大學的要求，政府經審視後，指出教院在質素、課程結構及研究能力等方面都不符合作為大學的條件，政府於2009年否決香港教育學院改名大學。

## 文化

### 娛樂圈
2000年代的香港娛樂圈可謂百花齊放的一個十年，大量新人進入樂壇，包括多名唱作歌手如王菀之、張敬軒、張繼聰、方大同等。組合亦大放異彩，繼有女子組Twins、2R、Cookies外，亦有男子組合Soler、EO2、Sun Boy'z等，自1995年正式進軍歌壇的陳慧琳、則於本年代有突出表現，連續多年獲得各大傳媒機構最受歡迎女歌手獎，迅速躍升為樂壇「一姐」，緊隨其後的還有楊千嬅、容祖兒、鄭秀文及何韻詩等；男歌手方面則以陳奕迅、許志安、古巨基及梁漢文表現較突出，亦一度被樂壇天王譚詠麟封為「新四大天王」。於2009年拍攝的《歲月神偷》成為首部榮獲國際級獎項柏林影展最高殊榮金熊獎的港產片。多名藝人也分別成婚並誕下兒女。
2000年代的十年間，娛樂圈亦有不少壞消息。自2001年5月得知患癌的歌聖羅文，與癌魔搏鬥近1年半後於2002年10月與世長辭，終年57歲，遺下多首繪炙人口的經典歌曲如《獅子山下》、《前程錦繡》、《幾許風雨》、《小李飛刀》及《親情》等；而2002年拍畢電影《異度空間》後，便一直患上抑鬱症的巨星張國榮，雖一直覆診，惟病情未有好轉，終在翌年SARS事件爆發期間病發跳樓身亡，享壽46，往後數年忌日均有歌迷於墜樓地點悼念。百變天后梅艷芳於2003年9月初宣佈患癌，並宣稱必定將病魔打敗，惜她隨後堅持開多場個唱並遠赴日本冒寒拍廣告，亦未有積極接受治療，使虛弱身軀雪上加霜，終在3個多月後病逝，享年僅40歲。隨3位著名歌星外，亦有幾位知名藝人去世，包括著名電視藝員沈殿霞、著名填詞人黃霑及林振強等。負面消息則包括謝霆鋒頂包事件、劉嘉玲裸照風波與及震驚全球華人社會的陳冠希裸照事件。

### 媒體
隨著互聯網發展一日千里，網上盜版音樂日益嚴重，唱片公司收入已大不如前，惟有開拓其他收入來源並將侵權行為訴諸法律。在樂壇變得商業化下，歌手與歌曲的水平質量也備受關注。
數碼地面電視服務在2007年12月31日正式啟播，標榜「無鬼影」、「無雪花」的數碼廣播和「高清電視」服務大幅度提升電視畫質。兩個免費電視台乘勢開設開條電視頻道，比如高清翡翠台、亞洲高清台和J2等，儘管初期新設的高清頻道並不是所有節目都是「高清」製作，但已能打破多年來兩台各只有兩條頻道、中英文各一的既有印象。

### 迪士尼樂園度假區
經過了6年的規劃和建造，位於大嶼山竹篙灣的香港迪士尼樂園終於在2005年9月12日，在一片鼓樂聲中對公眾開放。很多人相信樂園可以為增長中的香港旅遊業帶來更多收益，同時也把香港塑造成世界級都會。然而，政府為當時造價達35億的樂園注資的決定招來批評。樂園落成後亦面對入場人次低於預期以及管理失當的問題。

## 觸目事件

### 天災
本年代共發出3次九號烈風或暴風增強信號，當中只有2008年颱風鸚鵡造成2死112傷；反之，最嚴重的一次風災則為2009年熱帶風暴天鵝，當時只發出八號烈風或暴風信號，卻造成4死11傷。2008年6月的一場雨災造成嚴重災情，2死16傷，多處山泥傾瀉、幹道淹浸、道路塌陷，錄得破記錄雨量，每小時達145.5毫米，政府推算為每1,100年一遇的大雨，本年代沒有發出十號颶風信號，是二戰後唯一一個沒有發出十號信號的年代。

### 人禍
雖然天災未有釀成重大人命損失，但人禍卻奪去多條寶貴性命，年代內共發生3宗釀成約20人喪生的災難，包括2003年7月屯門公路雙層巴士墮坡事故（21死20傷）、2008年3月龍鼓水道撞船事故（18死7生還）及2008年5月西貢南邊圍旅遊巴翻側事故（19死43傷）。

### 其他
火災方面，只有一宗五級大火，2008年8月旺角彌敦道嘉禾大廈閣樓夜總會首先起火，濃煙籠罩著整幢大廈，火勢於2.5小時內三度更易，最終發出自1996年11月後的首次五級火訊，4死55傷，其中兩名死者為消防員。還有2001年至2006年多宗相關案件引起社會廣泛關注的徐步高槍擊案。2009年12月，香港舉辦第五屆東亞運動會，為香港首次舉辦大型綜合運動會。

## 關連項目
- Portal:香港新聞動態